# Волошинов, Георгий Ипполитович
Воло́шинов Гео́ргий Ипполи́тович (укр. Волошинов Георгій Іполитович; 1902, Херсон — 1983, Киев) — советский архитектор, работал в формах постконтруктивизма. Заслуженный архитектор РСФСР, почётный железнодорожник.

## Биография
Георгий Волошинов родился 8 (21) января 1902 в Херсоне. В 1928 году окончил Киевский художественный институт (преподаватели П. Ф. Алёшин и А. М. Вербицкий). В 1932 году вступил в Союз архитекторов СССР.
Жил в Москве в доме 7-9 по Краснопрудной улице, построенном по его проекту. Умер 1 апреля 1983 года.

## Проекты
- Здание образцовой школы по Полевому пер., 10 в Киеве[5] (в соавторстве с И. Каракисом).
- Клуб железнодорожников на станции Ясиноватая в Донассе (1925)[2]
- Жилые дома на улицах Мостовая и Карла Маркса в Днепропетровске (1928–1930)[2]
- Средняя школа № 71. Полевому пер., 10 в Киеве (совместно с И. Каракисом под руководством П. Ф. Алешина)
- Универмаг в Бауманском районе Москвы (в соавторстве с И. Каракис), 1930-е гг.
- Жилой дом, Москва, Спиридоньевский переулок, 2/22 — Спиридоновка, 22/2 (1933—1936, совместно с Л. М. Поляковым)
- Железнодорожный вокзал в Новосибирске (1931–1935)[2]
- Железнодорожный вокзал в Краснодаре, 1951 г.[6]
- Железнодорожный вокзал в Харькове (1952, в соавторстве)[2]
- Жилой дом для работников метрополитена, Москва, Краснопрудная улица, 7-9 (1953—1958)[4]
- Железнодорожный вокзал в Красноярске (1961)[2]
- Реконструкция Курского вокзала в Москве (1971)[2]

## Семья
Георгий Ипполитович был зятем Евгения Лансере (1875—1946) — художник, Академик живописи, Народный художник РСФСР (1945).